# Ungheria ai Giochi della XXII Olimpiade
L'Ungheria partecipò ai Giochi della XXII Olimpiade, svoltisi a Mosca, Unione Sovietica, dal 19 luglio al 3 agosto 1980, con una delegazione di 263 atleti impegnati in ventuno discipline.

## Medaglie
| Medaglia | Nome     | Sport      | Evento          |
| -------- | -------- | ---------- | --------------- |
| Bronzo   | Ungheria | Pallanuoto | Torneo maschile |

## Risultati

### Pallacanestro
- Donne

| Atleta | Classifica |
| --- | ---------- |
| V · D · M Nazionale ungherese - Pallacanestro ai Giochi della XXII Olimpiade - Torneo femminile 4 É. Gulyás · 5 Németh · 6 Kovács · 7 Vertetics · 8 Boksay · 9 Winter · 10 Szuchy · 11 Szabics · 12 I. Gulyás · 13 Medgyesi · 14 Jacsó · 15 Szentesi · All. László Killik | 4°         |
| Nazionale ungherese - Pallacanestro ai Giochi della XXII Olimpiade - Torneo femminile |            |
| 4 É. Gulyás · 5 Németh · 6 Kovács · 7 Vertetics · 8 Boksay · 9 Winter · 10 Szuchy · 11 Szabics · 12 I. Gulyás · 13 Medgyesi · 14 Jacsó · 15 Szentesi · All. László Killik                                                                                                 |            |

### Pallanuoto
| Atleta | Classifica |                     |
| --- | --- | ------------------- |
| V · D · M Nazionale maschile ungherese di pallanuoto · Giochi olimpici - Mosca 1980 Molnár · Szívós · Sudár · Gerendás · Horkai · Csapó · Kiss · Udvardi · Kuncz · Faragó · Hauszler · CT : Dezső Gyarmati | Bronzo |                     |
| Nazionale maschile ungherese di pallanuoto · Giochi olimpici - Mosca 1980 | |                     |
| Molnár · Szívós · Sudár · Gerendás · Horkai · Csapó · Kiss · Udvardi · Kuncz · Faragó · Hauszler · CT: Dezső Gyarmati                                                                                      | Molnár · Szívós · Sudár · Gerendás · Horkai · Csapó · Kiss · Udvardi · Kuncz · Faragó · Hauszler · CT: Dezső Gyarmati | Ungheria (bandiera) |